# Relaciones Estados Unidos-Nicaragua
Las relaciones Estados Unidos-Nicaragua son las relaciones exteriores entre Nicaragua y Estados Unidos.

## Historia

### Historia reciente
Después de haber sido condenado por el terrorismo, los Estados Unidos apuntaron a apoyar la consolidación del proceso democrático en Nicaragua con la elección de 1990 del Presidente Chamorro. Estados Unidos ha promovido la reconciliación nacional, alentando a los nicaragüenses a resolver sus problemas a través del diálogo y el compromiso. Reconoce como legítimas todas las fuerzas políticas que respetan el proceso democrático y evitan la violencia. La asistencia estadounidense se centra en el fortalecimiento de las instituciones democráticas, el estímulo del crecimiento económico sostenible y el apoyo a los sectores de la salud y la educación básica.
La resolución de las reclamaciones de los ciudadanos de los Estados Unidos a raíz de las confiscaciones y expropiaciones de la era sandinista sigue ocupando un lugar prominente en las preocupaciones políticas bilaterales. La Sección 527 de la Ley de Autorización de Relaciones Exteriores (1994) prohíbe cierta ayuda y apoyo de los Estados Unidos a un gobierno de un país que ha confiscado propiedad de los ciudadanos de los Estados Unidos, a menos que el gobierno haya tomado ciertas medidas correctivas. En julio de 2007, el Secretario de Estado emitió una 14.ª renuncia anual de interés nacional a la prohibición de la Sección 527 debido al récord de Nicaragua en la resolución de demandas de los ciudadanos estadounidenses, así como a su progreso general en la implementación de reformas políticas y económicas.
Otros objetivos clave de las políticas de los Estados Unidos para Nicaragua son:
- Mejorar el respeto de los derechos humanos y resolver los casos destacados de derechos humanos de alto perfil;
- Desarrollar una economía de mercado libre con respeto a los derechos de propiedad y propiedad intelectual;
- Asegurar un control civil eficaz sobre la política de defensa y seguridad;
- Aumentar la eficacia de los esfuerzos de Nicaragua para combatir los delitos transfronterizos, incluido el narcotráfico, el lavado de dinero, el contrabando de extranjeros ilícitos, las organizaciones terroristas y terroristas internacionales y la trata de personas; y
- Reformar el sistema judicial e implementar el buen gobierno.

Desde 1990, Estados Unidos ha proporcionado más de $ 1.200 millones en asistencia a Nicaragua. Aproximadamente 260 millones de dólares se destinaron al alivio de la deuda y otros 450 millones correspondieron al apoyo a la balanza de pagos. Los Estados Unidos también proporcionaron 93 millones de dólares en 1999, 2000 y 2001 como parte de su respuesta general al huracán Mitch. En respuesta al huracán Félix, los Estados Unidos proporcionaron más de $ 400,000 en ayuda directa a Nicaragua para apoyar las operaciones de recuperación de los daños infligidos en septiembre de 2007. Además de los fondos para los huracanes Mitch y Félix, los niveles de asistencia han disminuido para reflejar mejoras en Nicaragua. La asistencia se ha centrado en promover una mayor participación ciudadana, compromiso y transparencia gubernamental; Estimular el crecimiento sostenible y los ingresos; Y fomentar familias mejor educadas y más saludables. La Corporación del Desafío del Milenio firmó un acuerdo de cinco años y 175 millones de dólares con la República de Nicaragua el 14 de julio de 2005. El Pacto del Milenio tiene como objetivo reducir la pobreza y estimular el crecimiento económico mediante la financiación de proyectos en las regiones de León y Chinandega, Los costos de transporte y mejorar el acceso a los mercados para las comunidades rurales; Aumentar los salarios y los beneficios de las empresas agrícolas y relacionadas en la región; Y aumentar la inversión mediante el fortalecimiento de los derechos de propiedad.

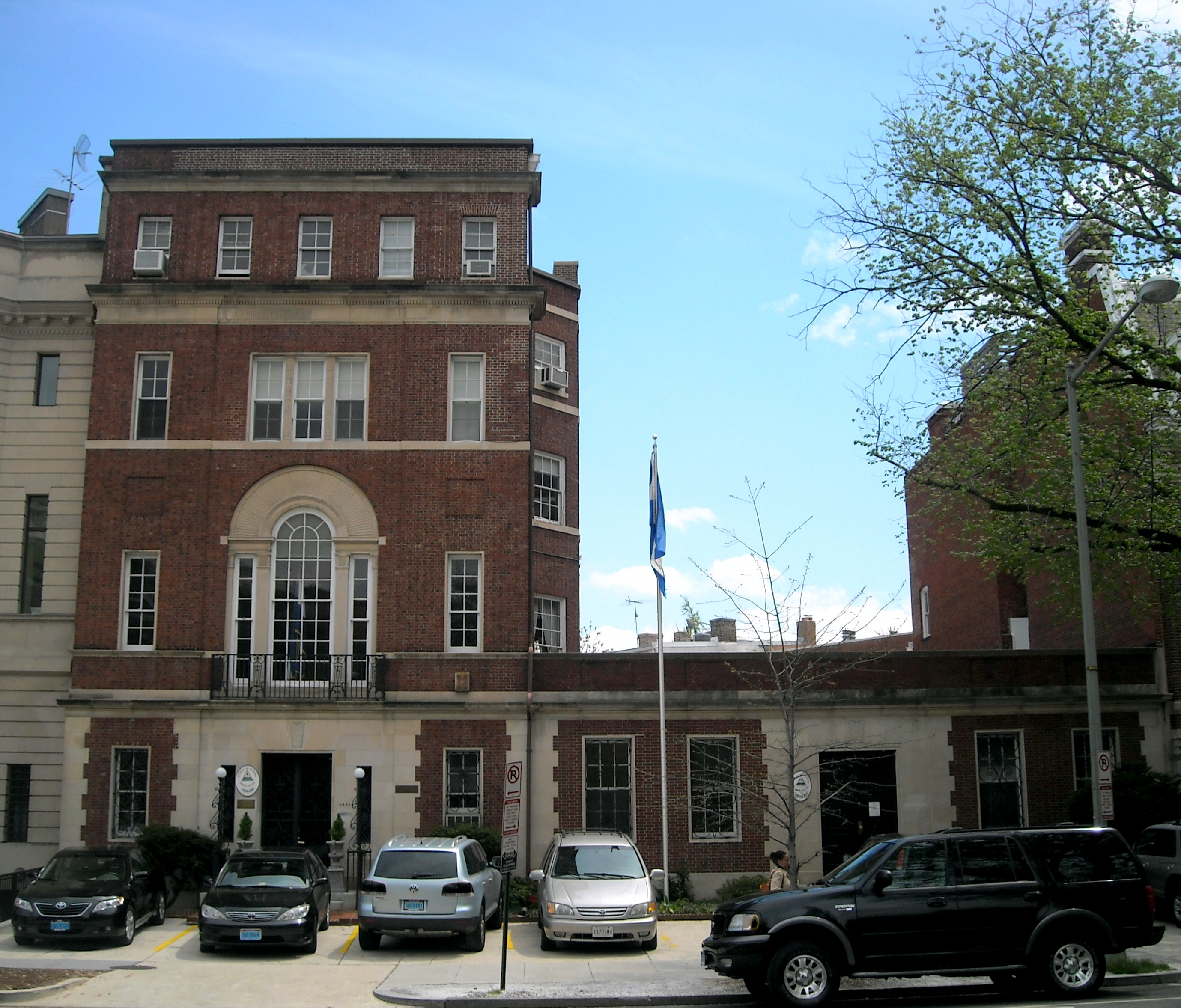
Embajada de Nicaragua en Washington D. C.

Los principales funcionarios estadounidenses incluyen:
- Embajadora—Laura Farnsworth-Dogu

La Embajada de Nicaragua está ubicada en el barrio Dupont Circle de Washington D. C. La Embajada de los Estados Unidos está ubicada en Managua, Nicaragua.

### Ley NICA ACT
En 2016, la Ley de Condicionalidad de la Inversión de Nicaragua de 2016 (NICA) fue aprobada por la Cámara de Representantes de Estados Unidos. No pudo ser aprobado por el Senado o el presidente debido a las elecciones presidenciales de Estados Unidos, 2016 (2016). El proyecto de ley, como respuesta al presunto fraude electoral cometido por el presidente Daniel Ortega durante las elecciones generales de Nicaragua, impide que Nicaragua tome préstamos adicionales hasta que estén dispuestos a " Medidas eficaces para celebrar elecciones libres, justas y transparentes ". El proyecto de ley fue presentado nuevamente a la Cámara de Representantes durante una nueva sesión en 2017.
El gobierno nicaragüense y todos los partidos políticos (incluyendo los que expresaron su preocupación por las elecciones) se opusieron a este proyecto de ley y la vicepresidenta nicaragüense Rosario Murillo la calificó como una acción "reaccionaria e intervencionista" que socavaría el derecho de Nicaragua a continuar desarrollando el proyecto. Socialista ". Todos los Estados miembros ALBA se oponen al proyecto de ley. Los siguientes sindicalistas también han expresado su oposición al proyecto de ley mediante la firma de una declaración de solidaridad en apoyo del Gobierno de Nicaragua:
- Rosa Pavanelli de Public Services International
- Joe O'Flynn de SIPTU
- Owen Tudor de Trades Union Congress
- Tim Roache de Britain's General Union
- Kevin Courtney de National Union of Teachers
- Mick Cash de National Union of Rail, Maritime and Transport Workers
- Dave Prentis de UNISON

### Escuela de las Américas y Fr. Roy Bourgeois
En 1987, el senador Bob Dole visitó Managua y criticó al presidente Daniel Ortega por dos prisioneros políticos de Nicaragua. Ortega ofreció liberar a los dos prisioneros políticos, que eran abogados de la oposición, a cambio de la libertad del fundador de la Escuela del reloj de las Américas, Roy Bourgeois.
En 2012, Nicaragua terminó sus relaciones con la Escuela de las Américas, negándose a enviar más estudiantes al instituto. En un comunicado de prensa, declaró que la Escuela de las Américas ha victimizado a Nicaragua (probablemente refiriéndose a los Contras), quienes fueron entrenados en el instituto.

## Lecturas externas
- Bermann, Karl. Under the big stick: Nicaragua and the United States since 1848 (Boston: South End Press, 1986)
- Booth, John A., Christine J. Wade, and Thomas Walker, eds. Understanding Central America: Global Forces, Rebellion, and Change (Westview Press, 2014)